# Walker Evans

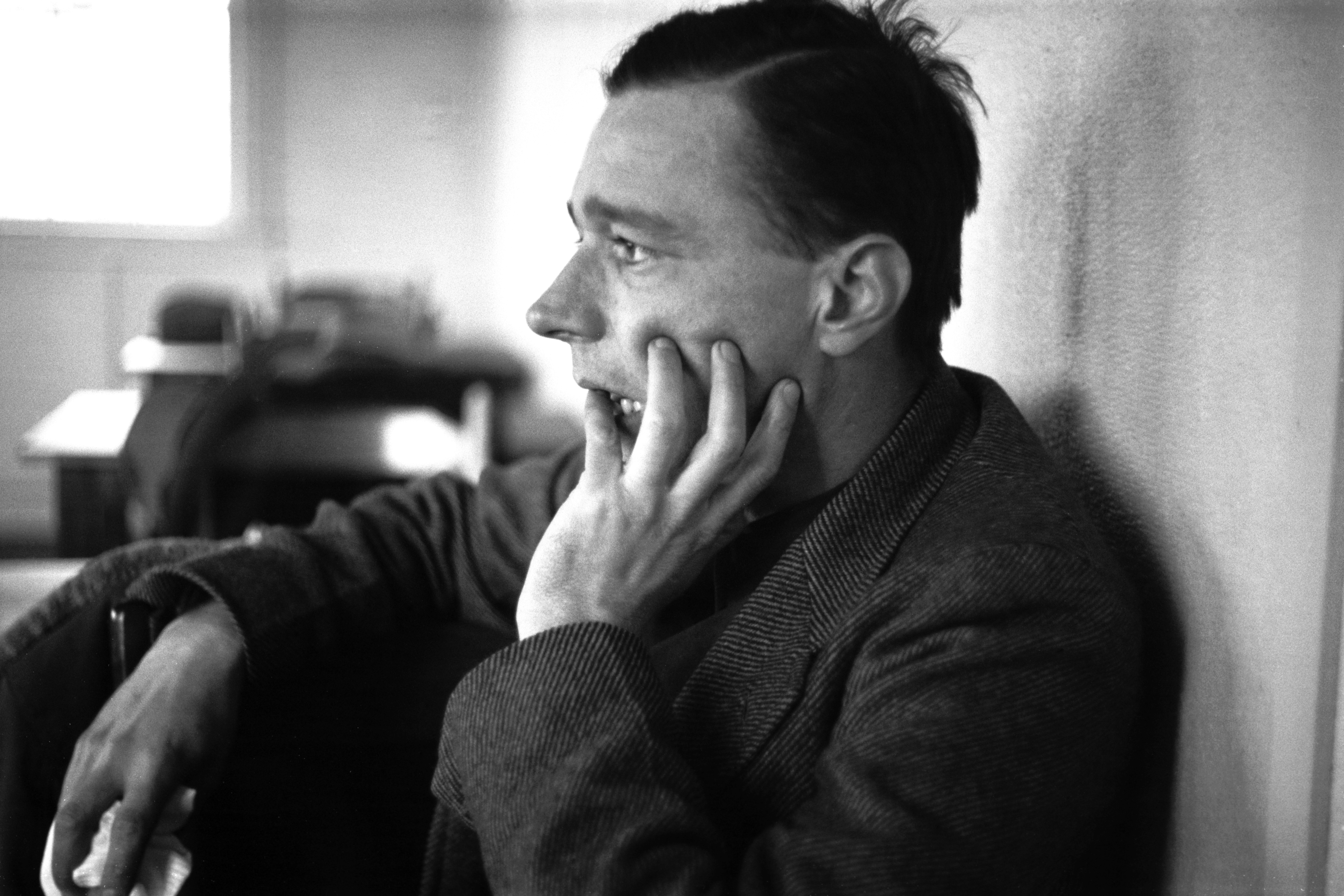
Walker Evans (1937)

Walker Evans (* 3. November 1903 in Saint Louis, Missouri; † 10. April 1975 in New Haven, Connecticut) war ein US-amerikanischer Fotograf.

## Leben
Evans wuchs in einer wohlhabenden Familie auf und besuchte unter anderem die private Loomis Chaffee School in Windsor. Früh entwickelte er ein ausgeprägtes literarisches Interesse und unternahm 1926 eine Reise nach Paris, um sich auf eine Schriftstellerkarriere vorzubereiten. In Paris schrieb er sich an der Université Sorbonne ein. Seine Studien galten den Werken von Gustave Flaubert und Charles Baudelaire, während er außerdem mit dem Werk von James Joyce sehr vertraut war. Evans hielt sich für ein Jahr in Paris auf und bewegte sich dort in Literaten- und Künstlerkreisen.
Zurück in den Vereinigten Staaten gab Evans den Berufswunsch des Schriftstellers auf und widmete sich ab 1928 als Autodidakt der Fotografie. Vertraut mit den Arbeiten des Bauhauses und der Russischen Avantgarde verfolgte er einen grafisch abstrahierenden, konstruktivistischen Stil. Seine Motive fand er vornehmlich in New York. Seine Serie der Brooklyn-Brücke wurde 1929 in dem Gedichtband The Bridge von Hart Crane veröffentlicht. Evans hatte zu diesem Zeitpunkt bereits seinen Stil verändert. Er fotografierte auf 35-mm-Filmen das Leben auf den Straßen New Yorks. Aufgrund seiner prekären finanziellen Lage war Evans nachts berufstätig und fotografierte tagsüber. Seine Frau finanzierte die Miete der gemeinsamen Wohnung.
Im selben Jahr lernte Walker Evans den ebenfalls literarisch interessierten Lincoln Kirstein kennen, Herausgeber der Zeitschrift Hound & Horn. Über ihn lernte er Berenice Abbott kennen, bei der er erstmals Originale von Eugène Atget sah. Kirstein initiierte 1929 Evans’ erste Ausstellungsbeteiligung (mit Margaret Bourke-White und Ralph Steiner) im Museum of Modern Art, New York. Evans’ Auseinandersetzung mit dem Werk von Walter Benjamin mündete in einem von ihm verfassten Artikel in Hound & Horn. Hier wird deutlich, dass er auch die deutsche Neue Sachlichkeit kannte und mit dem Werk der deutschen Fotografen Albert Renger-Patzsch und August Sander vertraut war. Kirstein regte Evans an, sich mit den großen amerikanischen Dokumentaristen Mathew B. Brady und Lewis Hine zu beschäftigen, um ihm schließlich ein dokumentarisches Projekt vorzuschlagen. Zu einem von Kirstein geplanten Buch über die im Verschwinden begriffene viktorianische Architektur in Neu-England fotografierte Walker Evans 1931 typische Beispiele dieses historischen Baustils. Nach der Arbeit im Kleinbild setzte er hierzu erstmals eine geliehene Großformat-Kamera ein. Im Rahmen dieser Arbeit entwickelte Evans seinen „dokumentarischen Stil“ (documentary style). Er bildete die Gebäude weitgehend frontal ab, ohne stilistische Zuspitzungen (frontaler Zugang zur Wirklichkeit), und wählte ihm geeignet erscheinende Lichtbedingungen, mit denen Konturen betont werden können. Er legte Wert darauf, sich von der reinen Dokumentation (er nennt die Tatort-Fotografie der Polizei als Beispiel) abzugrenzen und verstand sich als Künstler.
Aufträge von Zeitschriften/Magazinen führten ihn 1932 nach Tahiti und 1933 nach Kuba. In diesen Jahren (1931/32) arbeitete er ebenfalls in Upper Greenwich Village mit anderen Künstlern im Studio. Für die Zeitschrift Fortune entstand 1934 eine Reportage über die Kommunistische Partei der USA. 1935 fotografierte er für das Museum of Modern Art (MoMa) afrikanische Masken. Für mehrere Aufträge reiste Evans in den Süden der USA, der ihn zunehmend interessierte. Er erweiterte sein Spektrum um Innenaufnahmen und Straßenfotografie, mit dem er insbesondere Werbetafeln und die ihnen eigene zeitgemäße Typografie festhielt. Evans setzte neben einer Großformatkamera (8 × 10 inch) eine Leica ein.
Nachdem Evans mehrere Aufträge für die Resettlement Administration (RA) ausgeführt hatte, wurde er im Oktober 1935 von dieser eingestellt. Diese Institution wurde im Rahmen von Präsident Roosevelts Politik des New Deal zur Verbesserung der Lage der Landbevölkerung, besonders der Farmer und Pächter, gegründet. Evans war Mitarbeiter der Historical Section, die sich der fotografischen und soziologischen Dokumentation widmete – 1937 kam diese Organisation unter das Dach der Farm Security Administration (FSA). Walker Evans’ Vertrag war auf sein Drängen so ausgestaltet, dass er weitgehend seinen Interessen folgen konnte. Er hatte sich ausbedungen, dass er nicht direkt für den politischen (Propaganda-)Auftrag der RA/FSA eingesetzt werden würde; Evans: „Es handelt sich hier um ein bloßes Aufzeichnen, und vor allem nicht um Propaganda …“ (nach Walker Evans at Work). Er arbeitete bis 1938 und hauptsächlich in den Südstaaten für die FSA.
1936 erhielt Walker Evans zusammen mit dem Schriftsteller James Agee des Magazins Fortune den Auftrag für eine Reportage in den Südstaaten. Sie sollten über Situation der Landpächter berichten. Für diesen Auftrag ließ Evans sich von der FSA beurlauben. Dies kam unter der Bedingung zustande, dass die Rechte an seinen Fotografien an die FSA abgetreten wurden. Evans reiste mit Agee nach Alabama. Im Hale County vereinbarten sie mit drei Familien einen Vertrag über die Zusammenarbeit für die geplante Reportage. Während Agee für den Zeitraum der Reportage zu einer der Familien (unter äußerst armen Rahmenbedingungen) zog, mietete Evans sich in einem Hotel ein. Die dort entstandenen Aufzeichnungen von Agee und Evans entsprachen schließlich nicht den Erwartungen der Auftraggeber, da das Material den Rahmen einer Reportage sprengte. Agee entschloss sich daraufhin zu einer Buchveröffentlichung, 1941 erschien: Let us now praise famous men (deutsche Ausgaben: Preisen will ich die großen Männer). Das Buch beginnt unvermittelt mit einer Auswahl von 31 Walker Evans’ Fotografien. Darauf folgt Agees Text. Von der Erstausgabe wurden nur 4000 Exemplare verkauft, das Buch fand keine große Resonanz. In die Neuauflage von 1960 sind insgesamt 62 Fotografien einbezogen. Anscheinend bedingt durch die eingetretene größere zeitliche Distanz zur Großen Depression und dem Weltkrieg wurde das Buch ein großer Erfolg.
Auf Anregung von Lincoln Kirstein richtete das MoMA 1938 für Walker Evans die erste Ausstellung eines einzelnen Fotografen aus: American Photographs. Die Aufhängung folgte einem Konzept von Walker Evans. Der parallel erscheinende Katalog folgt, anders als allgemein üblich, einer anderen Logik als die Ausstellung.
In der Folgezeit lebte Walker Evans von wechselnden Aufträgen. 1941 erarbeitete er die „Subway-Serie“. Mit versteckter Kamera fotografierte er sich unbeobachtet fühlende U-Bahn-Passagiere in New-York. Diese Serie wurde erst 1966 unter dem Titel „Many are called“ veröffentlicht. Ebenfalls 1941 erhielt er den Auftrag, ein Buch über Florida fotografisch zu illustrieren. Hierfür fotografierte er insbesondere Urlauber im „Sonnenstaat“. Im Auftrag von Fortune reiste er nach Bridgeport in Connecticut, Neu-England, um die dank der Kriegsindustrie florierende Stadt zu dokumentieren. Im gleichen Jahr fand Evans beim Magazin Time eine Anstellung als Kinokritiker, fotografierte während des Krieges allerdings kaum noch, bis er 1945 beim Magazin Fortune eingestellt wurde.
1946 arbeitete Evans an „anonymen Porträts“. Er fotografierte in Detroit und Chicago Passanten von unauffälligen Standorten, überwiegend aus einer leichten Froschperspektive. Evans sagte, die Menschen interessierten ihn „als Elemente des Bildes (…).. [er] glaube nicht an die Wahrheit des Porträts.“ In der Chicago-Serie, die in Fortune publiziert wurde, bildete er vornehmlich einkaufende Frauen ab.
Im Jahre 1945 veröffentlicht Evans in Fortune eine Serie von Fotografien aus dem fahrenden Zug. Evans sah diese Serie als Fortsetzung der Subway-Aufnahmen und betont das durch zufälliges Abdrücken geradezu automatische Entstehen dieser Fotografien.
1955 entstand Die Schönheit des Werkzeugs, eine größere Gruppe von Fotografien, die Fortune veröffentlicht. Evans bildete hier Werkzeuge in neutraler Umgebung ab. Bis zu seinem Ausscheiden bei Fortune 1965 erschienen dort regelmäßig weitere Beiträge von ihm. In diesem Jahr erhielt Evans an der Fakultät für Grafisches Design der Yale University School of Art eine Professur für Fotografie. Bei dieser Schule handelt es sich um die Kunstakademie der Yale-Universität.
1962 stellte das Museum of Modern Art, New York, (MoMA) eine Auswahl der Bilder, die es 1938 schon gezeigt hatte, erneut unter dem Titel Walker Evans: American Photographs aus. 1971 kuratierte John Szarkowski für das MoMA Evans’ erste große Retrospektive.
1972 entdeckte Walker Evans die spezifischen Möglichkeiten der farbigen Polaroid-Sofortbildtechnik mit der ihr eigenen Ästhetik für sich, nachdem die Kamera Polaroid SX-70 auf den Markt gekommen war. Evans hatte bis dahin Farbfotografie weitgehend abgelehnt, erarbeitete allerdings zwischen 1945 und 1965 neun farbige Portfolios mit schwarz-weißen und farbigen Fotografien und weitere neun rein farbige Portfolios: „Vor einem Jahr noch hätte ich behauptet, das Farbfoto sei etwas Vulgäres. Ein solcher Widerspruch ist typisch für mich. Nun werde ich mich mit aller Sorgfalt meiner Arbeit mit der Farbe widmen.“
The Estate of Walker Evans (die Nachlassverwaltung des Fotografen) trat 1994 Walker Evans’ Nachlass einschließlich aller Urheberrechte an das Metropolitan Museum of Art ab. Im Jahre 2000 wurde Walker Evans wegen seiner Bedeutung als wichtiger amerikanischer Fotograf in den St. Louis Walk of Fame aufgenommen.

## Werk und Rezeption
Walker Evans’ Bedeutung als Fotograf beruht im Wesentlichen auf seinen Fotografien, die er während der Großen Depression Mitte der 1930er Jahre machte. Die Porträts der drei Pächterfamilien Fields, Borroughs und Tingle wurden zu Ikonen der Fotografie-Geschichte. Sie werden in den Vereinigten Staaten als Dokumente zur Identität der weißen Amerikaner, die auch unter schwierigsten Umständen aufrechten Hauptes ihre Moral nicht verlieren und für das Gute einstehen, genommen. Als typischer Ostküsten-Intellektueller hatte Evans eine enge Beziehung zu Literatur, Kunstgeschichte und war Kenner der zeitgenössischen Kunstentwicklung, so dass er vor einem solchen Hintergrund reflektiert die eigene Fotografie und die seiner Zeitgenossen würdigen und kritisch bewerten konnte. Entsprechend schnell hatte er sich die Sichtweisen europäischer Künstler und Fotografen angeeignet und als Impuls für seine eigene Entwicklung verstanden. Von dem Fotografie-Verständnis der bis dahin führenden amerikanischen Fotografen Edward Steichen und Alfred Stieglitz wandte er sich entschieden ab und bezeichnete deren fotografische Haltung als „artiness“. Damit bezog er sich auf eine Auffassung, die die Fotografie als Kunst etablieren wollte, indem sie Verfahren der Malerei nachahmte (Piktorialismus). Eine eigenständige fotografische Sprache entwickelte Walker Evans von seiner Arbeit zur Dokumentation viktorianischer Architektur an. Mit der frontalen und scheinbar neutralen Herangehensweise ist er nah an den Verfahren von Kunsthistorikern und Denkmalpflegern, zugleich aber auch ein Vorläufer von Bernd und Hilla Becher, die in der zweiten Hälfte der 1950er Jahre u. a. Industriedenkmäler systematisch dokumentierten.
Mit seiner Arbeit bei der FSA und der Reportage im Hale County knüpfte Evans an die große amerikanische Tradition sozialdokumentarischer Fotografen an, benutzte allerdings einen sehr persönlichen Blick auf die dargestellten Personen. Bei der Präsentation seiner Aufnahmen in Ausstellungen und Büchern ist auffallend, wie wichtig ihm die nachträgliche Bearbeitung der Bilder durch Beschnitt war. In der letzten Nacht seiner Einzelausstellung im MoMA muss er zusammen mit einem Handwerker des Museums die meisten der Fotografien noch einmal für die Präsentation beschnitten haben. Er präsentierte sie nicht in Rahmen, sondern aufgezogen auf Pappe. Gleichzeitig kann Walker Evans als Vorläufer der Straßenfotografie (Streetphotography) verstanden werden. Einfluss auf viele Nachfolger hatte er zweifellos. Weitgehend belegt ist dies z. B. für Garry Winogrand, der selbst auf diesen Einfluss hinweist. Der Straßenfotografin Helen Levitt wiederum war Evans 1938/39 Kooperationspartner und Mentor. Weiterhin gilt die Vermutung, dass Robert Franks Buch The Americans unter dem Einfluss von Walker Evans’ Werk entstand.
Mit seinen Fotografien von Fotografien (Bild im Bild), etwa der Fotografie des Werbebildes eines New Yorker Passbild-Fotografen Studio hinterfragte er sein Medium auf seine Entstehungsweise. Damit ergibt sich eine gewisse Vorläuferschaft für die Appropriation Art, nämlich der Ver- oder Bearbeitung von Kunstwerken anderer. Mit seinen Polaroids konnte Walker Evans allerdings nicht mehr an das Niveau seiner früheren Arbeiten anknüpfen.

## Mitgliedschaft
1969 wurde Evans in die American Academy of Arts and Sciences gewählt.

## Ausstellungen
- 1977 150 Jahre Fotografie documenta 6, Kassel[2]
- 2010 Walker Evans. Decade by Decade, Cincinnati Art Museum, Cincinnati, Ohio[3]
- 2012 Walker Evans. Decade by Decade Eine Ausstellung des Cincinnati Art Museum kuratiert von James Crump, Chief Curator/Curator of Photography am Cincinnati Art Museum, in Kooperation mit der Photographischen Sammlung/SK Stiftung Kultur, Köln; 21. September 2012 bis 20. Januar
- 2013 Photographischen Sammlung/SK Stiftung Kultur, Köln
- 2013 Oberösterreichisches Landesmuseum, Landesgalerie, Linz, Oberösterreich und Huis Marseille, Amsterdam
- 2014 Walker Evans: Ein Lebenswerk. Martin-Gropius-Bau, Berlin[4]
- 2015/2016 Walker Evans. Tiefenschärfe. Die Retrospektive. Josef Albers Museum. Quadrat, Bottrop

Gruppenausstellung
- 2018 I’m a Believer. Pop Art und Gegenwartskunst aus dem Lenbachhaus und der KiCo Stiftung, Städtische Galerie im Lenbachhaus und Kunstbau München[5]

## Veröffentlichungen
- Mit James Agee: Let us now Praise Famous Men. Three Tenant Families. Houghton Mifflin, Boston, Massachusetts, USA 1941.
- Letzte deutsche Auflage: Preisen will ich die großen Männer. übersetzt von Karin Graf. Die Andere Bibliothek, Berlin 2013, ISBN 978-3-8477-0344-0.[6]
- Many Are Called. Erstausgabe: Houghton Mifflin, 1966. Neuauflage, 2004: Yale University Press, New Haven and London / Metropolitan Museum of Art, New York. ISBN 0-300-10617-3.
- Thomas Zander (Hrsg.): Double Elephant. 5 Bände. mit Garry Winogrand, Manuel Álvarez Bravo, Lee Friedlander und einer Einführung. Steidl, Göttingen 2015, ISBN 978-3-86930-743-5.[7]